# スーパーファミコンの特殊チップ

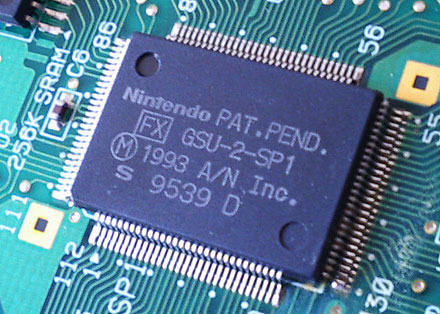
スーパーFXチップ(GSU-2-SP1)

スーパーファミコンの特殊チップ（スーパーファミコンのとくしゅチップ）では、スーパーファミコン用ソフトのロムカセットに搭載された特殊なチップについて記述する。
スーパーファミコン用ソフトの一部には本体の性能を補うために、ロムカセットに特殊チップを搭載したタイトルが存在する。そうしたソフトの多くはカセット差込口エッジ・コネクタの端子の数が通常のソフトのそれからさらに8ピン分追加されており、普段は未使用状態となっている本体側の接続口をフルに使用する形となっている。

## スーパーFXチップ
スーパーFXチップは任天堂の関連会社A/N Softwareによって開発されたコプロセッサ。ポリゴンや3Dグラフィックの描写を目的とする。

## Cx4

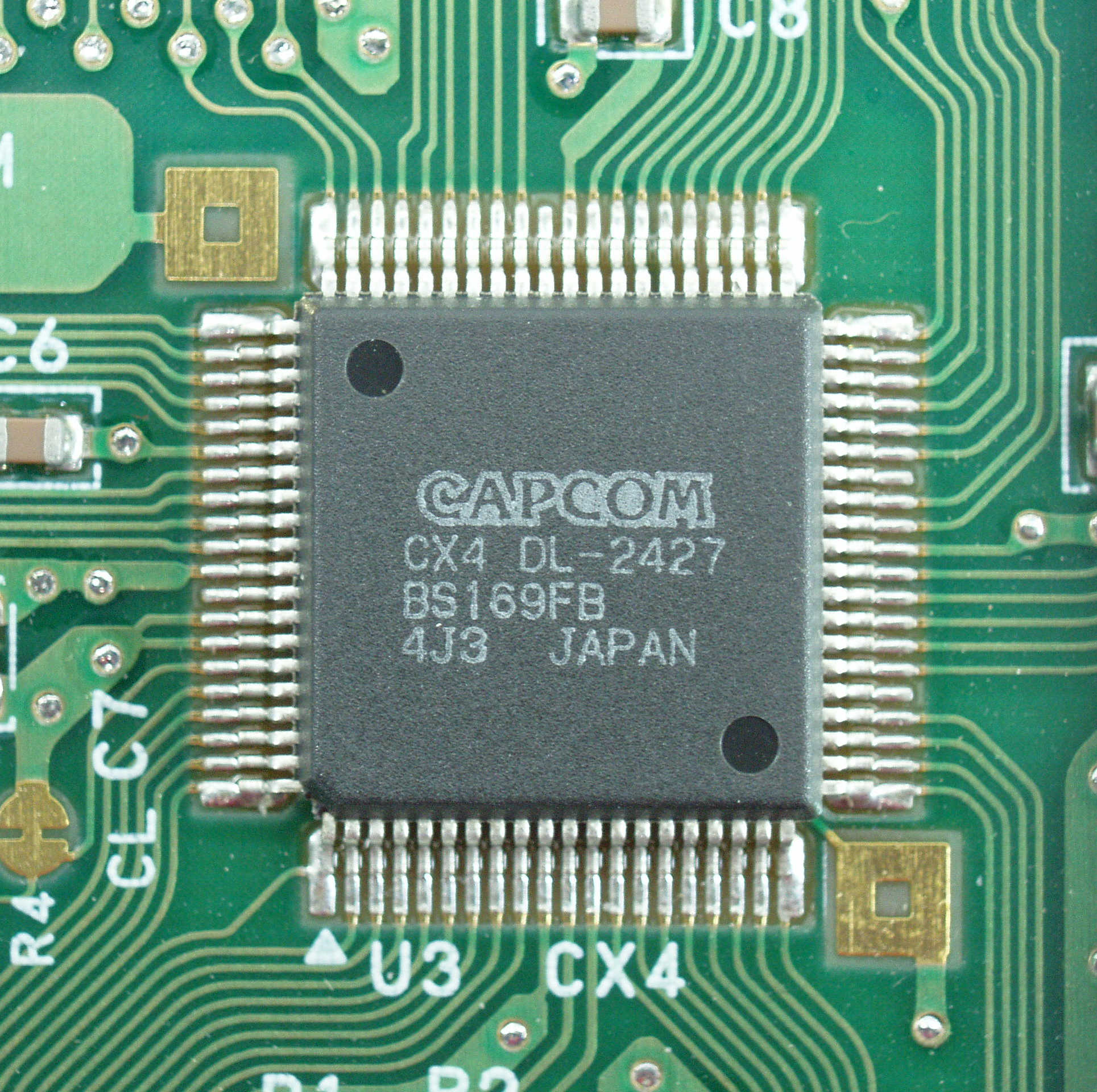
ロックマンX2に搭載されているCx4

カプコン製のコプロセッサ。ロックマンX2とロックマンX3で使われている。

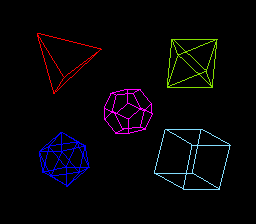
Cx4による描画例

## DSP
NECのチップを基にしており、高速なベクトル演算や2軸回転などの擬似3D演算を行うコプロセッサ。

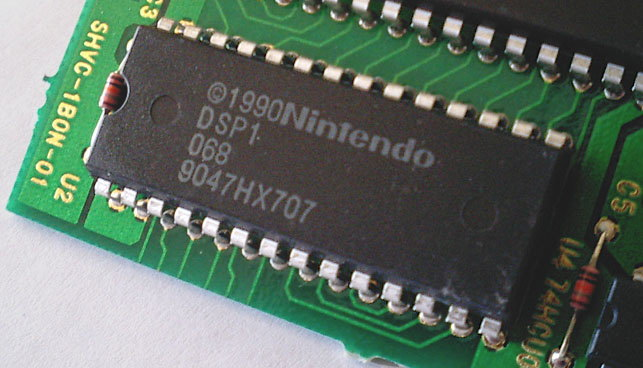
パイロットウイングスに搭載されたDSP-1

DSP-1

Mode 7の機能を強化し、高速な浮動小数点演算をサポートするチップ。DSP-1のダイシュリンクであるDSP-1Aや、バグ修正機能の追加されたDSP-1Bも存在する 。
スーパーマリオカートやパイロットウイングスなどの疑似3Dゲーム等に使用されている。
DSP-2
ダンジョンマスターのみで採用されたチップ。
DSP-3
SDガンダムGXのみで採用されたチップ。
DSP-4
プラネットチャンプ TG3000のみで採用されたチップ。

## OBC1
メタルコンバットにのみ採用されているスプライト処理を担うチップ。

## S-DD1
このチップはグラフィックデータの圧縮・解凍等を行う。

## S-RTC
リアルタイムクロックのためのチップ。

## SA1
スーパーファミコンの本体に内蔵されているCPUと似たチップ。クロック周波数は10.74MHzで本体CPU（3.58MHz）の3倍。
接触不良や過大な衝撃でセーブデータが破損する事例が多かった。

## SPC7110
データの圧縮等をするエプソン製のチップ。

## ST
STシリーズはセタ製のチップで、主にAIを強化する目的で使われた。
ST010
エキゾースト・ヒートIIで使用された。
ST011
早指し二段 森田将棋で使用された。
ST018
早指し二段 森田将棋2で使用された。ARMv3 CPUが使われている。

## 特殊チップを搭載したゲーム一覧
| タイトル                                                | チップ         | 発売年 | 開発                               | 発売                     |
| ------------------------------------------------------- | -------------- | ------ | ---------------------------------- | ------------------------ |
| ロックマンX2                                            | CX4            | 1994   | カプコン                           | カプコン                 |
| ロックマンX3                                            | CX4            | 1995   | カプコン                           | カプコン                 |
| 装甲騎兵ボトムズ ザ・バトリングロード                   | DSP-1          | 1993   | 元気                               | タカラ                   |
| バイク大好き!走り屋魂                                   | DSP-1          | 1994   | 元気                               | 日本コンピュータシステム |
| ファイナル・ストレッチ                                  | DSP-1          | 1993   | 元気                               | ロジーク                 |
| スーパーエアダイバー                                    | DSP-1          | 1993   | コピアシステム                     | アスミック・エース       |
| マイケル・アンドレッティ インディーカーチャレンジ       | DSP-1          | 1994   | 元気                               | ビーピーエス             |
| パイロットウイングス                                    | DSP-1          | 1991   | 任天堂                             | 任天堂                   |
| 首都高バトル'94 土屋圭市 ドリフトキング                 | DSP-1          | 1994   | 元気                               | ビーピーエス             |
| 首都高バトル2                                           | DSP-1          | 1995   | 元気                               | ビーピーエス             |
| スズカエイトアワーズ                                    | DSP-1          | 1993   | アークシステムワークス             | ナムコ                   |
| スーパーエアダイバー                                    | DSP-1          | 1995   | コピアシステム                     | アスミック・エース       |
| スーパー3Dベースボール                                  | DSP-1          | 1993   | トーセ                             | ジャレコ                 |
| スーパーF1サーカス外伝                                  | DSP-1          | 1995   |                                    | ニチブツ                 |
| バトルレーサーズ                                        | DSP-1          | 1995   | バンプレスト                       | バンプレスト             |
| スーパーマリオカート                                    | DSP-1/1B       | 1992   | 任天堂                             | 任天堂                   |
| エースをねらえ!                                         | DSP-1A         | 1993   | 日本テレネット                     | 日本テレネット           |
| ダンジョンマスター                                      | DSP-2          | 1992   | FTL Games                          | JVC                      |
| SDガンダムGX                                            | DSP-3          | 1994   | ベック                             | バンダイ                 |
| プラネットチャンプ TG3000                               | DSP-4          | 1995   | Gremlin Interactive                | ケムコ                   |
| メタルコンバット                                        | OBC1           | 1993   | 任天堂, インテリジェントシステムズ | 任天堂                   |
| 大戦略エキスパートWW2                                   | SA1            | 1996   | システムソフト・アルファー         | アスキー                 |
| ダービージョッキー2                                     | SA1            | 1995   | グラフィックリサーチ               | アスミック・エース       |
| ドラゴンボールZ HYPER DIMENSION                         | SA1            | 1996   | トーセ                             | バンダイ                 |
| 羽生名人のおもしろ将棋                                  | SA1            | 1995   | アクセス                           | トミー                   |
| 糸井重里のバス釣りNo.1                                  | SA1            | 1997   | ハル研究所                         | 任天堂                   |
| Jリーグ'96ドリームスタジアム                            | SA1            | 1996   |                                    | ハドソン                 |
| 実況おしゃべりパロディウス                              | SA1            | 1995   | コナミ                             | コナミ                   |
| ジャンピンダービー                                      | SA1            | 1996   | KID                                | 加賀電子                 |
| 柿木将棋                                                | SA1            | 1995   |                                    | アスキー                 |
| 星のカービィ スーパーデラックス                         | SA1            | 1996   | ハル研究所                         | 任天堂                   |
| 星のカービィ3                                           | SA1            | 1997   | ハル研究所                         | 任天堂                   |
| マーヴェラス 〜もうひとつの宝島〜                       | SA1            | 1996   | 任天堂                             | 任天堂                   |
| MASTERS New 遙かなるオーガスタ3                         | SA1            | 1995   | T&E SOFT                           | T&E SOFT                 |
| スーパーロボット大戦外伝 魔装機神 THE LORD OF ELEMENTAL | SA1            | 1996   | ウィンキーソフト                   | バンプレスト             |
| ミニ四駆シャイニングスコーピオン レッツ&ゴー!!          | SA1            | 1996   | KID (ゲームブランド)               | アスキー                 |
| ペブルビーチの波濤 New トーナメント・エディション       | SA1            | 1996   | T&E SOFT                           | T&E SOFT                 |
| SD F-1グランプリ                                        | SA1            | 1995   | ビデオシステム                     | ビデオシステム           |
| SDガンダムGNEXT                                         | SA1            | 1995   | ヴァンガード                       | バンダイ                 |
| 新・将棋倶楽部                                          | SA1            | 1995   |                                    | ヘクト                   |
| 将棋最強                                                | SA1            | 1995   |                                    | 魔法                     |
| 将棋最強2                                               | SA1            | 1996   |                                    | 魔法                     |
| スーパーボンバーマン ぱにっくボンバーW                  | SA1            | 1995   | ハドソン                           | ハドソン                 |
| スーパーマリオRPG                                       | SA1            | 1996   | スクウェア                         | 任天堂                   |
| スターオーシャン                                        | S-DD1          | 1996   | トライエース                       | エニックス               |
| ストリートファイターZERO2                               | S-DD1          | 1996   | カプコン                           | カプコン                 |
| 大貝獣物語II                                            | S-RTC          | 1996   | バースデイ                         | ハドソン                 |
| 天外魔境ZERO                                            | SPC7110        | 1995   | レッドカンパニー                   | ハドソン                 |
| 桃太郎電鉄HAPPY                                         | SPC7110        | 1996   | ハドソン                           | ハドソン                 |
| スーパーパワーリーグ4                                   | SPC7110        | 1996   | ハドソン                           | ハドソン                 |
| エキゾースト・ヒートII                                  | ST010          | 1993   | セタ                               | セタ                     |
| 早指し二段森田将棋                                      | ST011          | 1993   | セタ                               | セタ                     |
| 早指し二段森田将棋2                                     | ST018          | 1995   | セタ                               | セタ                     |
| スターフォックス                                        | Super FX GSU-1 | 1993   | 任天堂, アルゴノートソフトウェア   | 任天堂                   |
| ワイルドトラックス                                      | Super FX GSU-1 | 1994   | 任天堂, アルゴノートソフトウェア   | 任天堂                   |
| ヴォルテックス                                          | Super FX GSU-1 | 1994   | アルゴノートソフトウェア           | パック・イン・ビデオ     |
| スーパーマリオ ヨッシーアイランド                       | Super FX GSU-2 | 1995   | 任天堂                             | 任天堂                   |
| DOOM                                                    | Super FX GSU-2 | 1995   | Sculptured Software                | イマジニア               |

このほか、スターフォックス2もSuper FX GSU-2の搭載を予定していた。これは未発売に終わり、2017年にニンテンドークラシックミニ スーパーファミコンに収録されたものが初出となった。